# Кто боится красного, жёлтого и синего

Цифровая версия картины Кто боится красного, жёлтого и синего

Кто боится красного, жёлтого и синего (Who’s Afraid of Red, Yellow and Blue) — серия из четырёх картин в жанре абстрактного экспрессионизма, созданных Барнеттом Ньюманом в период с 1966 по 1970 год. Две картины подверглись вандальным атакам во время экспозиции в музеях. Название серии отсылает к пьесе Эдварда Олби 1962 года «Кто боится Вирджинии Вулф?», а оно, в свою очередь, ссылается на песню 1933 года Who’s Afraid of the Big Bad Wolf?.
Ньюман начал писать первую картину, не имея конкретного видения желаемого результата, но хотел создать что-то новое, непохожее на свои прошлые работы, а также задумал асимметричное произведение. Покрыв холст красной краской, Ньюман столкнулся с тем, что на её фоне хорошо выглядели только другие основные цвета, что противоречило идеям в работах объединения Де Стейл, а особенно Мондриана; Ньюман счёл, что использование трёх основных цветов не должно быть дидактическим высказыванием, сделав свои произведения упражнением в свободном творчестве.

## Who’s Afraid of Red, Yellow and Blue I
Первая картина была закончена в 1966 году; она написана маслом на холсте и имеет размер 190 × 122 см, что делает её самой маленькой в серии. Это произведение посвящено Джасперу Джонсу. «Кто боится красного, жёлтого и синего I» стала темой инсталляции 2006 года, созданной Робертом Ирвином в Pace Gallery, а также центральным экспонатом выставки 2007 года Who’s afraid of red, yellow and blue?: Positionen der Farbfeldmalerei в Кунстхалле Баден-Бадена. Она находится в частной коллекции.

## Who’s Afraid of Red, Yellow and Blue II

Цифровая версия картины Who’s Afraid of Red, Yellow and Blue II

«Кто боится красного, жёлтого и синего II» закончена в 1967 году. Холст, акрил, размер около 305 x 259 см. Хранится в коллекции Штутгартской государственной галереи.

## Who’s Afraid of Red, Yellow and Blue III

Цифровая версия картины Who’s Afraid of Red, Yellow and Blue III

Третья картина имеет размер 224 × 544 см и тоже закончена в 1967 году. Холст, масло. Она хранится в Городском музее в Амстердаме. «Кто боится красного, жёлтого и синего III» подверглась нападению в 1986 году: художник Герард Ян ван Бладерен изрезал её ножом, после чего в 1991 году картину восстановил ресторатор Дэниел Голдраер. Реставрация стоила около 400 000 долларов США, однако её сильно раскритиковало художественное сообщество, члены которого утверждали, что нюансы многослойной поверхности оригинального произведения утеряны, а также что Голдраер покрыл всю картину обычной акриловой краской, нанося её на полотно валиком. Согласно критикам, картину уничтожили дважды: во время атаки и во время некорректной реставрации. Голдраер подал в суд, потребовав от властей Амстердама заплатить ему 125 млн долларов США в качестве компенсации за репутационный ущерб. В интервью подкасту 99 % Invisible реставратор Музея Уитни, Кэрол Манкуси-Унгаро, утверждает, что реставрация полотен абстракционистов, таких как «Кто боится красного, жёлтого и синего», значительно осложнена равномерностью их красочного слоя и многокомпонентным химическим составом пигментов.
После судебных тяжб и дальнейшей реставрации общая сумма, потраченная на устранение последствий нападения, оценивалась в 1 млн долларов. Городской совет Амстердама запросил полное заключение судебной экспертизы по проведённой реставрации. Голдраер и городские власти пришли к соглашению не публиковать отчёт в рамках внесудебной сделки, но 11 сентября 2013 года госсовет Нидерландов приказал сделать его достоянием общественности. Через неделю газета De Volkskrant опубликовала основные выводы экспертов: Голдраер действительно покрыл всю красную часть холста акриловой краской и нанёс сверху два слоя лака при помощи валика (изначально картина не была покрыта лаком). Согласно газете, реставрация Голдраера «необратимо уничтожила» работу Ньюмана. Картину выставляли в Городском музее в 2014 году.
Вим Берен, бывший директором Городского музея во время атаки, сообщил в интервью, что Ван Бладерен был недоволен реставрацией и позвонил в музей, чтобы предупредить, что снова покалечит холст. Он пришёл в музей, чтобы воплотить вторую атаку в жизнь, но картина в это время находилась в хранилище, и он изрезал другое произведение Ньюмана, Cathedra.

## Who’s Afraid of Red, Yellow and Blue IV

Цифровая версия картины Who’s Afraid of Red, Yellow and Blue IV

Who’s Afraid of Red, Yellow and Blue IV написана в 1969—1970 годах, это последняя крупная работа Ньюмана. Картина написана маслом на холсте и имеет размер 274 × 603 см. Она находится в коллекции Национальной галереи Берлина, которая приобрела «Кто боится красного, жёлтого и синего IV» в 1982 году у вдовы Ньюмана примерно за 1 млн долларов США, частично собранных краудфандингом. Это произведение также подверглось атаке: 13 апреля 1982 года, за несколько дней до выставления в залах музея, атаковал студент Йозеф Николаус Клеер; он счёл картину «извращённым флагом Германии» (картина состоит из трёх вертикальных полос красного, жёлтого и синего цвета, а флаг Германии — горизонтальные полосы чёрного, красного и жёлтого цветов) и несколько раз ударил картину, после чего приклеил на неё несколько заметок. Реставрация заняла два года.

## Культурное наследие
Брайс Марден создал несколько работ в цветовой гамме «Кто боится красного, жёлтого и синего» в начале 1970-х годов под влиянием Ньюмана и Мондриана. Филип Тааффе называл свою работу 1985 года We Are Not Afraid ответом картинам серии «Кто боится красного, жёлтого и синего», особенно второй: произведение Тааффе имеет аналогичную композицию и такой же размер.
Попыткам реставрации «Кто боится красного, жёлтого и синего III» посвящён документальный фильм 2018 года The End of Fear.